# میلوسومای طلایی
میلوسومای طلایی (نام علمی: Mylossoma aureum) گونه‌ای از دندانه‌شکمان بومی حوضه‌های آمازون و رود اورینوکو در آمریکای جنوبی است. طول این گونه به ۲۰ سانتیمتر (۷٫۹ اینچ) می‌رسد. این گونه به‌عنوان یک گونه تجاری از اهمیت خاصی برخوردار است. مزیت اصلی این گونه به‌عنوان ماهی پرورشی و تجاری رشد و بلوغ بسیار سریع آن است و در رودخانه‌های آب سفید و تالاب‌های مرتبط تولیدمثل می‌کند. همه چیزخوار بوده اما بیشتر از مواد گیاهی تغذیه می‌کند.